# SC Blücher 01 Hamburg
SC Blücher 01 Hamburg was een Duitse voetbalclub uit Hamburg.

## Geschiedenis
De club werd opgericht in 1901 als FC Britannia 01 Hamburg. De club nam datzelfde jaar nog daal aan de competitie van Hamburg-Altona, waarin ze slechts twee wedstrijden speelden. De volgende jaren eindigde de club meestal in de lagere middenmoot. In 1908 verloren ze alle competitiewedstrijden. De volgende jaren waren weer wisselend. Na het uitbreken van de Eerste Wereldoorlog moesten alle voetbalclubs uit Duitsland die de naam Britannia hadden hun naam wijzigen omdat Groot-Brittannië voor Duitsland de vijand was. Om de B op hun shirts te kunnen bewaren werd de naam in SC Blücher 01 Hamburg gewijzigd. De nieuwe naam bracht enigszins sportief succes mee want de club eindigde vierde op vijftien clubs, echter konden ze de lijn niet doortrekken en het volgende jaar werden ze voorlaatste en in 1917 zelfs laatste. De club won één wedstrijd dat seizoen en had een doelsaldo van 14:110. Na dit seizoen trok de club zich terug uit de competitie.
In 1919 fuseerde de club met St. Pauli Sportvereinigung tot St. Pauli SV 01.